# Sombrillo
Sombrillo és una concentració de població designada pel cens dels Estats Units a l'estat de Nou Mèxic. Segons el cens del 2000 tenia 493 habitants.

## Demografia
Segons el cens del 2000, Sombrillo tenia 493 habitants, 179 habitatges, i 138 famílies. La densitat de població era de 196,2 habitants per km².
Dels 179 habitatges en un 34,6% hi vivien nens de menys de 18 anys, en un 64,2% hi vivien parelles casades, en un 11,7% dones solteres, i en un 22,9% no eren unitats familiars. En el 21,2% dels habitatges hi vivien persones soles el 6,1% de les quals corresponia a persones de 65 anys o més que vivien soles. El nombre mitjà de persones vivint en cada habitatge era de 2,75 i el nombre mitjà de persones que vivien en cada família era de 2,99.
Per edats la població es repartia de la següent manera: un 21,9% tenia menys de 18 anys, un 9,5% entre 18 i 24, un 26% entre 25 i 44, un 34,9% de 45 a 60 i un 7,7% 65 anys o més.
L'edat mediana era de 40 anys. Per cada 100 dones de 18 o més anys hi havia 86 homes.
La renda mediana per habitatge era de 47.000 $ i la renda mediana per família de 46.125 $. Els homes tenien una renda mediana de 34.821 $ mentre que les dones 33.352 $. La renda per capita de la població era de 16.809 $. Cap de les famílies i l'1,4% de la població estaven per davall del llindar de pobresa.

## Poblacions properes
El següent diagrama mostra les poblacions més properes.